# Zelenoborski
Zelenoborski (en rus Зеленоборский) és un possiólok de l'óblast de Múrmansk, a Rússia. Es troba a l'extrem nord-oest de Rússia, a la península de Kola, a la vora de la mar Blanca, al golf de Kandalakxa. És a 34 km al sud de Kandalakxa, a 235 km al sud de Múrmansk i a 1.266 km al nord de Moscou.
La vila fou fundada el 1951 per a la construcció de la central hidroelèctrica Kniajegubskaia. Obtingué l'estatus de possiólok l'any següent.